# Carl Urbano
Carl Urbano (Illinois, 20 dicembre 1910 – Westlake Village, 16 ottobre 2003) è stato un regista, animatore e produttore televisivo statunitense.

## Biografia
Carl Urbano nacque in Illinois il 20 dicembre 1910. Negli anni '30 e '40 lavorò con la Harman-Ising e la Metro-Goldwyn-Mayer, animando anche il cortometraggio premio Oscar La via lattea (1940) e i primi due corti della serie Tom & Jerry, Un gatto messo alla porta (nominato all'Oscar lo stesso anno de La via lattea) e Lo spuntino di mezzanotte (1941). Nel 1943, dopo aver animato il corto The Stork's Holiday, Urbano lasciò la MGM, e nel 1946 fece lo stesso con la Harman-Ising dopo aver lavorato al corto Easy Does It. In seguito Urbano venne assunto alla John Sutherland Productions, dove lavorò come regista e, occasionalmente, animatore dal 1951 al 1964. Nel 1972, dopo otto anni di inattività, Urbano venne assunto dagli ex colleghi alla MGM William Hanna e Joseph Barbera nella loro società di produzione Hanna-Barbera. Urbano lavorò alla Hanna-Barbera principalmente come regista, ma anche come animatore, di serie e film televisivi. Animò anche il film cinematografico I pronipoti - Il film (1990). Dopo circa sessant'anni di attività, a metà degli anni '90, Urbano si ritirò. Morì il 16 ottobre 2003 a Westlake Village, all'età di 92 anni.

## Filmografia

### Regista
- Inside Cackle Corners (1951)
- What Makes Us Tick (1952)
- A Is for Atom (1953)
- It's Everybody's Business (1954)
- Working Dollars (1956)
- Destination Earth (1956)
- Rhapsody of Steel (1959)
- Olimpiadi della risata - serie TV (1977-1979)
- Jana of the Jungle - serie TV (1978)
- Dinky Dog - serie TV (1978)
- Le nuove avventure di Braccio di Ferro - serie TV (1978-1981)
- I buffoni dello spazio - serie TV (1978)
- Challenge of the SuperFriends - serie TV (1978)
- La corsa spaziale di Yoghi - serie TV (1978)
- Scooby-Doo & Scrappy-Doo - serie TV (1979)
- L'impareggiabile Lady Gomma - serie TV (1979)
- Casper and the Angels - serie TV (1979)
- Casper the Friendly Ghost: He Ain't Scary, He's Our Brother - film TV (1979)
- The World's Greatest SuperFriends - serie TV (1979)
- Godzilla - serie TV (1978-1979)
- The Super Globetrotters - serie TV (1979)
- Il primo Natale di Casper - film TV (1979)
- Buford e il galoppo fantasma - serie TV (1979)
- The Flintstones' New Neighbors - film TV (1981)
- Kwicky Koala - serie TV (1981)
- The Flintstones: Wind-Up Wilma - film TV (1981)
- Laverne & Shirley in the Army - serie TV (1981)
- Fonzie e la Happy Days Gang - serie TV (1981)
- I Trollkins - serie TV (1981)
- Simpatiche canaglie - serie TV (1982)
- The Gary Coleman Show - serie TV (1982)
- Shirt Tales - serie TV (1982-1984)
- Mork & Mindy/Laverne & Shirley/Fonz Hour - serie TV (1982)
- Richie Rich - serie TV (1980-1984)
- Laverne & Shirley with Special Guest Star the Fonz - serie TV (1982-1983)
- Monciccì - serie TV (1983)
- Hazzard - serie TV (1983)
- Super Friends - serie TV (1980-1983)
- Pac-Man - serie TV (1982-1983)
- The All-New Scooby and Scrappy-Doo Show - serie TV (1983-1984)
- I Biskitts - serie TV (1983-1984)
- I figli della Pantera Rosa - serie TV (1984)
- Gli Snorky - serie TV (1984-1989)
- GoBots - serie TV (1984-1985)
- I pronipoti - serie TV (1985)
- La caccia al tesoro di Yoghi - serie TV (1986)
- Paw Paws - serie TV (1985-1986)
- The Flintstone Kids - serie TV (1986-1990)
- Wildfire - serie TV (1986)
- Gli amici cercafamiglia - serie TV (1986-1987)
- Foofur superstar - serie TV (1986-1988)
- Scooby-Doo e i Boo Brothers - film TV (1987)
- Fantastic Max - serie TV (1988-1990)
- The Flintstone Kids' Just Say No Special - film TV (1988)
- I Puffi - serie TV (1981-1989)
- Mostri o non mostri... tutti a scuola - serie TV (1990)
- Tom & Jerry Kids - serie TV (1990-1994)
- Don Coyote e Sancho Panda - serie TV (1990-1991)
- Bill & Ted's Excellent Adventures - serie TV (1990-1991)
- Timeless Tales from Hallmark - serie TV (1990)
- Il cucciolo Scooby-Doo - serie TV (1988-1991)
- Yo Yoghi! - serie TV (1991)
- La famiglia Addams - serie TV (1992-1993)

### Animatore
- To Spring (1936)
- Little Cheeser (1936)
- Swing Wedding (1937)
- Sirenette in festa (1938)
- The Bear That Couldn't Sleep (1939)
- Un gatto messo alla porta (1940)
- La via lattea (1940)
- Lo spuntino di mezzanotte (1941)
- Chips Off the Old Block (1942)
- The Stork's Holiday (1943)
- Easy Does It (1946)
- Fresh Laid Plans (1951)
- The General with the Cockeyed Id (1964)
- I figli dei Flintstones - serie TV (1972-1973)
- La famiglia Addams - serie TV (1973)
- Orsi radioamatori - serie TV (1977)
- I pronipoti - Il film (1990)
- Droopy: Master Detective - serie TV (1993)
- Capitan Planet e i Planeteers - serie TV (1990-1996)
- Concerto di Natale con i Flintstones - film TV (1994)

### Produttore
- Aspettando il ritorno di papà - serie TV (1972-1974)
- Risate con i Flintstones - serie TV (1980)